# Formule 1 in 1953
Het Formule 1-seizoen 1953 was het vierde FIA Formula One World Championship seizoen. Het begon op 18 januari en eindigde op 13 september na negen races. Het kampioenschap werd georganiseerd onder de Formule 2-reglementen.
Alberto Ascari won zijn tweede wereldtitel met een Ferrari.

## Kalender
| GP nr. | Ronde | Grand Prix              | Circuit                      | Plaats                 | Datum        |
| ------ | ----- | ----------------------- | ---------------------------- | ---------------------- | ------------ |
| 24     | 1     | GP van Argentinië       | Autódromo 17 de Octubre      | Buenos Aires           | 18 januari   |
| 25     | 2     | Indianapolis 500        | Indianapolis Motor Speedway  | Indianapolis (Indiana) | 30 mei       |
| 26     | 3     | GP van Nederland        | Circuit Park Zandvoort       | Zandvoort              | 7 juni       |
| 27     | 4     | GP van België           | Circuit de Spa-Francorchamps | Stavelot               | 21 juni      |
| 28     | 5     | GP van Frankrijk        | Circuit de Reims-Gueux       | Reims                  | 5 juli       |
| 29     | 6     | GP van Groot-Brittannië | Silverstone Circuit          | Silverstone            | 18 juli      |
| 30     | 7     | GP van Duitsland        | Nürburgring Nordschleife     | Nürburg                | 2 augustus   |
| 31     | 8     | GP van Zwitserland      | Stratencircuit Bremgarten    | Bern                   | 23 augustus  |
| 32     | 9     | GP van Italië           | Autodromo Nazionale Monza    | Monza                  | 13 september |

### Afgelast
De Grand Prix van Spanje werd afgelast vanwege geldproblemen.
| Ronde | Grand Prix    | Circuit           | Plaats    | Originele datum |
| ----- | ------------- | ----------------- | --------- | --------------- |
| 10    | GP van Spanje | Circuit Pedralbes | Barcelona | 25 oktober      |

## Ingeschreven teams en coureurs
De volgende teams en coureurs namen deel aan het 'FIA Wereldkampioenschap F1' 1953. Deze lijst is exclusief de teams die alleen meededen aan de Indianapolis 500.
| Inschrijving              | Constructeur                         | Chassis             | Motor                                  | Banden | Coureur               | Ronde       |
| ------------------------- | ------------------------------------ | ------------------- | -------------------------------------- | ------ | --------------------- | ----------- |
| Maserati                  | Maserati                             | A6GCM               | Maserati A6 2.0 L6                     | P      | Juan Manuel Fangio    | 1, 3–9      |
| Maserati                  | Maserati                             | A6GCM               | Maserati A6 2.0 L6                     | P      | José Froilán González | 1, 3–6      |
| Maserati                  | Maserati                             | A6GCM               | Maserati A6 2.0 L6                     | P      | Felice Bonetto        | 1, 3, 5–9   |
| Maserati                  | Maserati                             | A6GCM               | Maserati A6 2.0 L6                     | P      | Oscar Gálvez          | 1           |
| Maserati                  | Maserati                             | A6GCM               | Maserati A6 2.0 L6                     | P      | Johnny Claes          | 4           |
| Maserati                  | Maserati                             | A6GCM               | Maserati A6 2.0 L6                     | P      | Onofre Marimón        | 4–9         |
| Maserati                  | Maserati                             | A6GCM               | Maserati A6 2.0 L6                     | P      | Hermann Lang          | 8           |
| Maserati                  | Maserati                             | A6GCM               | Maserati A6 2.0 L6                     | P      | Sergio Mantovani      | 9           |
| Maserati                  | Maserati                             | A6GCM               | Maserati A6 2.0 L6                     | P      | Luigi Musso           | 9           |
| Scuderia Ferrari          | Ferrari                              | 500 553             | Ferrari 500 2.0 L4 Ferrari 553 2.0 L4  | P      | Alberto Ascari        | 1, 3–9      |
| Scuderia Ferrari          | Ferrari                              | 500 553             | Ferrari 500 2.0 L4 Ferrari 553 2.0 L4  | P      | Nino Farina           | 1, 3–9      |
| Scuderia Ferrari          | Ferrari                              | 500 553             | Ferrari 500 2.0 L4 Ferrari 553 2.0 L4  | P      | Luigi Villoresi       | 1, 3–9      |
| Scuderia Ferrari          | Ferrari                              | 500 553             | Ferrari 500 2.0 L4 Ferrari 553 2.0 L4  | P      | Mike Hawthorn         | 1, 3–9      |
| Scuderia Ferrari          | Ferrari                              | 500 553             | Ferrari 500 2.0 L4 Ferrari 553 2.0 L4  | P      | Umberto Maglioli      | 9           |
| Scuderia Ferrari          | Ferrari                              | 500 553             | Ferrari 500 2.0 L4 Ferrari 553 2.0 L4  | P      | Piero Carini          | 9           |
| Cooper Car Company        | Cooper-Bristol Cooper-Alta           | T20 T23 Special T24 | Bristol BS1 2.0 L6 Alta GP 2.5 L4      | D      | Alan Brown            | 1           |
| Cooper Car Company        | Cooper-Bristol Cooper-Alta           | T20 T23 Special T24 | Bristol BS1 2.0 L6 Alta GP 2.5 L4      | D      | John Barber           | 1           |
| Cooper Car Company        | Cooper-Bristol Cooper-Alta           | T20 T23 Special T24 | Bristol BS1 2.0 L6 Alta GP 2.5 L4      | D      | Adolfo Schwelm-Cruz   | 1           |
| Cooper Car Company        | Cooper-Bristol Cooper-Alta           | T20 T23 Special T24 | Bristol BS1 2.0 L6 Alta GP 2.5 L4      | D      | Stirling Moss         | 5, 7, 9     |
| Equipe Gordini            | Gordini Simca-Gordini                | Type 16 Type 15     | Gordini 20 2.0 L6 Gordini 1500 1.5 L4  | E      | Robert Manzon         | 1           |
| Equipe Gordini            | Gordini Simca-Gordini                | Type 16 Type 15     | Gordini 20 2.0 L6 Gordini 1500 1.5 L4  | E      | Harry Schell          | 1, 3–7, 9   |
| Equipe Gordini            | Gordini Simca-Gordini                | Type 16 Type 15     | Gordini 20 2.0 L6 Gordini 1500 1.5 L4  | E      | Maurice Trintignant   | 1, 3–9      |
| Equipe Gordini            | Gordini Simca-Gordini                | Type 16 Type 15     | Gordini 20 2.0 L6 Gordini 1500 1.5 L4  | E      | Jean Behra            | 1, 4–8      |
| Equipe Gordini            | Gordini Simca-Gordini                | Type 16 Type 15     | Gordini 20 2.0 L6 Gordini 1500 1.5 L4  | E      | Carlos Menditeguy     | 1           |
| Equipe Gordini            | Gordini Simca-Gordini                | Type 16 Type 15     | Gordini 20 2.0 L6 Gordini 1500 1.5 L4  | E      | Pablo Birger          | 1           |
| Equipe Gordini            | Gordini Simca-Gordini                | Type 16 Type 15     | Gordini 20 2.0 L6 Gordini 1500 1.5 L4  | E      | Roberto Mieres        | 3, 5, 9     |
| Equipe Gordini            | Gordini Simca-Gordini                | Type 16 Type 15     | Gordini 20 2.0 L6 Gordini 1500 1.5 L4  | E      | Fred Wacker           | 3–4, 8      |
| Ecurie Rosier             | Ferrari                              | 500                 | Ferrari 500 2.0 L4                     | D      | Louis Rosier          | 3–7, 9      |
| Ecurie Rosier             | Ferrari                              | 500                 | Ferrari 500 2.0 L4                     | E      | Louis Rosier          | 8           |
| Enrico Platé              | Maserati                             | A6GCM               | Maserati A6 2.0 L6                     | P      | Toulo de Graffenried  | 3           |
| Connaught Engineering     | Connaught-Lea-Francis                | Type A              | Lea-Francis 2.0 L4                     | D      | Roy Salvadori         | 3, 5–7, 9   |
| Connaught Engineering     | Connaught-Lea-Francis                | Type A              | Lea-Francis 2.0 L4                     | D      | Kenneth McAlpine      | 3, 6–7, 9   |
| Connaught Engineering     | Connaught-Lea-Francis                | Type A              | Lea-Francis 2.0 L4                     | D      | Stirling Moss         | 3           |
| Connaught Engineering     | Connaught-Lea-Francis                | Type A              | Lea-Francis 2.0 L4                     | D      | Birabongse Bhanubandh | 5–7         |
| Connaught Engineering     | Connaught-Lea-Francis                | Type A              | Lea-Francis 2.0 L4                     | D      | Jack Fairman          | 9           |
| Ecurie Belge              | Connaught-Lea-Francis                | Type A              | Lea-Francis 2.0 L4                     | E      | Johnny Claes          | 3, 5, 7, 9  |
| Ecurie Belge              | Connaught-Lea-Francis                | Type A              | Lea-Francis 2.0 L4                     | E      | André Pilette         | 4           |
| Ken Wharton               | Cooper-Bristol                       | T23                 | Bristol BS1 2.0 L6                     | D      | Ken Wharton           | 3, 5–6, 8–9 |
| HW Motors                 | HWM-Alta                             | 53                  | Alta GP 2.5 L4                         | D      | Peter Collins         | 3–6         |
| HW Motors                 | HWM-Alta                             | 53                  | Alta GP 2.5 L4                         | D      | Lance Macklin         | 3–6, 8–9    |
| HW Motors                 | HWM-Alta                             | 53                  | Alta GP 2.5 L4                         | D      | Paul Frère            | 4, 8        |
| HW Motors                 | HWM-Alta                             | 53                  | Alta GP 2.5 L4                         | D      | Yves Giraud-Cabantous | 5, 9        |
| HW Motors                 | HWM-Alta                             | 53                  | Alta GP 2.5 L4                         | D      | Duncan Hamilton       | 6           |
| HW Motors                 | HWM-Alta                             | 53                  | Alta GP 2.5 L4                         | D      | Jack Fairman          | 6           |
| HW Motors                 | HWM-Alta                             | 53                  | Alta GP 2.5 L4                         | D      | Albert Scherrer       | 8           |
| HW Motors                 | HWM-Alta                             | 53                  | Alta GP 2.5 L4                         | D      | John Fitch            | 9           |
| Emmanuel de Graffenried   | Maserati                             | A6GCM               | Maserati A6 2.0 L6                     | P      | Toulo de Graffenried  | 4–9         |
| Georges Berger            | Simca-Gordini                        | Type 15             | Gordini 1500 1.5 L4                    | E      | Georges Berger        | 4           |
| Arthur Legat              | Veritas                              | Meteor              | Veritas 2.0 L6                         | E      | Arthur Legat          | 4           |
| Ecurie Francorchamps      | Ferrari                              | 500                 | Ferrari 500 2.0 L4                     | E      | Jacques Swaters       | 4, 7–8      |
| Ecurie Francorchamps      | Ferrari                              | 500                 | Ferrari 500 2.0 L4                     | E      | Charles de Tornaco    | 4           |
| Louis Chiron              | OSCA                                 | 20                  | OSCA 2000 2.0 L6                       | P      | Louis Chiron          | 5–6, 8–9    |
| Élie Bayol                | OSCA                                 | 20                  | OSCA 2000 2.0 L6                       | P      | Élie Bayol            | 5, 8        |
| Bob Gerard                | Cooper-Bristol                       | T23                 | Bristol BS1 2.0 L6                     | D      | Bob Gerard            | 5–6         |
| R.R.C. Walker Racing Team | Connaught-Lea-Francis                | Type A              | Lea-Francis 2.0 L4                     | D      | Tony Rolt             | 6           |
| Ecurie Ecosse             | Connaught-Lea-Francis Cooper-Bristol | Type A T20          | Lea-Francis 2.0 L4 Bristol BS1 2.0 L6  | D      | Ian Stewart           | 6           |
| Ecurie Ecosse             | Connaught-Lea-Francis Cooper-Bristol | Type A T20          | Lea-Francis 2.0 L4 Bristol BS1 2.0 L6  | D      | Jimmy Stewart         | 6           |
| R.J. Chase                | Cooper-Bristol                       | T23                 | Bristol BS1 2.0 L6                     | D      | Alan Brown            | 6           |
| Atlantic Stable           | Cooper-Alta                          | T24                 | Alta GP 2.5 L4                         | D      | Peter Whitehead       | 6           |
| Tony Crook                | Cooper-Bristol                       | T20                 | Bristol BS1 2.0 L6                     | D      | Tony Crook            | 6           |
| Hans Stuck                | AFM-Bristol                          | 6                   | Bristol BS1 2.0 L6                     | D      | Hans Stuck            | 7, 9        |
| Wolfgang Seidel           | Veritas                              | RS                  | Veritas 2.0 L6                         | D      | Wolfgang Seidel       | 7           |
| Willi Heeks               | Veritas                              | Meteor              | Veritas 2.0 L6                         | D      | Willi Heeks           | 7           |
| Theo Helfrich             | Veritas                              | RS                  | Veritas 2.0 L6                         | D      | Theo Helfrich         | 7           |
| Oswald Karch              | Veritas                              | RS                  | Veritas 2.0 L6                         | D      | Oswald Karch          | 7           |
| Helmut Niedermayr         | AFM-BMW                              | U8                  | BMW 328 2.0 L6                         | D      | Theo Fitzau           | 7           |
| Ernst Loof                | Veritas                              | Meteor              | Veritas 2.0 L6                         | D      | Ernst Loof            | 7           |
| Hans Herrmann             | Veritas                              | Meteor              | Veritas 2.0 L6                         | D      | Hans Herrmann         | 7           |
| Erwin Bauer               | Veritas                              | RS                  | Veritas 2.0 L6                         | D      | Erwin Bauer           | 7           |
| Ecurie Espadon            | Ferrari                              | 500 212             | Ferrari 500 2.0 L4 Ferrari 166 2.0 V12 | P      | Kurt Adolff           | 7           |
| Ecurie Espadon            | Ferrari                              | 500 212             | Ferrari 500 2.0 L4 Ferrari 166 2.0 V12 | P      | Peter Hirt            | 8           |
| Ecurie Espadon            | Ferrari                              | 500 212             | Ferrari 500 2.0 L4 Ferrari 166 2.0 V12 | P      | Max de Terra          | 8           |
| Rennkollektiv EMW         | EMW                                  | R2                  | EMW 6 2.0 L6                           | D      | Edgar Barth           | 7           |
| Dora Greifzu              | Greifzu-BMW                          | Eigenbau            | BMW 328 2.0 L6                         | D      | Rudolf Krause         | 7           |
| Ernst Klodwig             | Heck-BMW                             | Eigenbau            | BMW 328 2.0 L6                         | D      | Ernst Klodwig         | 7           |
| Equipe Anglaise           | Cooper-Bristol                       | T23                 | Bristol BS1 2.0 L6                     | D      | Alan Brown            | 7, 9        |
| Equipe Anglaise           | Cooper-Bristol                       | T23                 | Bristol BS1 2.0 L6                     | D      | Helmut Glöckler       | 7           |
| Rodney Nuckey             | Cooper-Bristol                       | T23                 | Bristol BS1 2.0 L6                     | D      | Rodney Nuckey         | 7           |
| Günther Bechem            | AFM-BMW                              | 50–5                | BMW 328 2.0 L6                         | D      | Karl-Günther Bechem   | 7           |
| Escuderia Bandeirantes    | Maserati                             | A6GCM               | Maserati A6 2.0 L6                     | P      | Chico Landi           | 8           |
| OSCA Automobili           | OSCA                                 | 20                  | OSCA 2000 2.0 L6                       | P      | Élie Bayol            | 9           |
| Scuderia Milano           | Maserati                             | A6GCM               | Maserati A6 2.0 L6                     | P      | Chico Landi           | 9           |
| Scuderia Milano           | Maserati                             | A6GCM               | Maserati A6 2.0 L6                     | P      | Birabongse Bhanubandh | 9           |

## Resultaten en klassement

### Grands Prix
| Ronde | Grand Prix              | Poleposition       | Snelste ronde                        | Winnende coureur   | Winnende constructeur    | Banden | Verslag |
| ----- | ----------------------- | ------------------ | ------------------------------------ | ------------------ | ------------------------ | ------ | ------- |
| 1     | GP van Argentinië       | Alberto Ascari     | Alberto Ascari                       | Alberto Ascari     | Ferrari                  | P      | Verslag |
| 2     | Indianapolis 500        | Bill Vukovich      | Bill Vukovich                        | Bill Vukovich      | Kurtis Kraft-Offenhauser | F      | Verslag |
| 3     | GP van Nederland        | Alberto Ascari     | Luigi Villoresi                      | Alberto Ascari     | Ferrari                  | P      | Verslag |
| 4     | GP van België           | Juan Manuel Fangio | José Froilán González                | Alberto Ascari     | Ferrari                  | P      | Verslag |
| 5     | GP van Frankrijk        | Alberto Ascari     | Juan Manuel Fangio                   | Mike Hawthorn      | Ferrari                  | P      | Verslag |
| 6     | GP van Groot-Brittannië | Alberto Ascari     | Alberto Ascari José Froilán González | Alberto Ascari     | Ferrari                  | P      | Verslag |
| 7     | GP van Duitsland        | Alberto Ascari     | Alberto Ascari                       | Giuseppe Farina    | Ferrari                  | P      | Verslag |
| 8     | GP van Zwitserland      | Juan Manuel Fangio | Alberto Ascari                       | Alberto Ascari     | Ferrari                  | P      | Verslag |
| 9     | GP van Italië           | Alberto Ascari     | Juan Manuel Fangio                   | Juan Manuel Fangio | Maserati                 | P      | Verslag |

### Puntentelling
Punten worden toegekend aan de top vijf geklasseerde coureurs, en 1 punt voor de coureur die de snelste ronde heeft gereden in de race. 
| Positie | 0;1e0 | 02e0 | 03e0 | 04e0 | 05e0 | 0S0 |
| Punten  | 8     | 6    | 4    | 3    | 2    | 1   |

### Klassement bij de coureurs
Slechts de beste vier van de negen resultaten telden  mee voor het kampioenschap, resultaten die tussen haakjes staan telden daarom niet mee voor het kampioenschap. Bij "Punten" staan de getelde kampioenschapspunten gevolgd door de totaal behaalde punten tussen haakjes. Punten werden verdeeld als meerdere coureurs één auto hadden gedeeld. Daarbij werd niet gekeken naar het aantal ronden dat elke coureur had gereden. 
| Pos.                | Coureur               | Vlag van Argentinië |     | Vlag van Nederland | Vlag van België | Vlag van Frankrijk | Vlag van Verenigd Koninkrijk | Vlag van Duitsland | Vlag van Zwitserland | Vlag van Italië | Punten    |
| Pos.                | Coureur               | ARG                 | 500 | NED                | BEL             | FRA                | GBR                          | DUI                | ZWI                  | ITA             | Punten    |
| ------------------- | --------------------- | ------------------- | --- | ------------------ | --------------- | ------------------ | ---------------------------- | ------------------ | -------------------- | --------------- | --------- |
| 1                   | Alberto Ascari        | 1PS                 |     | 1P                 | (1)             | (4)P               | 1PS *                        | 8P^ / DNF(S)^      | 1S                   | DNFP            | 34½ (46½) |
| 2                   | Juan Manuel Fangio    | DNF                 |     | DNF                | DNFP / DNF^     | 2S                 | 2                            | 2                  | (4)P^ / DNF^         | 1S              | 28 (29½)  |
| 3                   | Giuseppe Farina       | DNF                 |     | 2                  | DNF             | (5)                | (3)                          | 1                  | 2                    | 2               | 26 (32)   |
| 4                   | Mike Hawthorn         | 4                   |     | (4)                | 6               | 1                  | (5)                          | 3                  | 3                    | (4)             | 19 (27)   |
| 5                   | Luigi Villoresi       | 2                   |     | DNFS               | 2               | 6                  | DNF                          | 8^ / DNF^          | 6                    | 3               | 17        |
| 6                   | José Froilán González | 3                   |     | 3^                 | DNF(S)          | 3                  | 4S*                          |                    |                      |                 | 13½ (14½) |
| 7                   | Bill Vukovich         |                     | 1PS |                    |                 |                    |                              |                    |                      |                 | 9         |
| 8                   | Toulo de Graffenried  |                     |     | 5                  | 4               | 7                  | DNF                          | 5                  | DNF                  | DNF             | 7         |
| 9                   | Felice Bonetto        | DNF                 |     | 3^                 |                 | DNF                | 6                            | 4                  | 4^ / DNF^            | DNF             | 6½        |
| 10                  | Art Cross             |                     | 2   |                    |                 |                    |                              |                    |                      |                 | 6         |
| 11                  | Onofre Marimon        |                     |     |                    | 3               | 9                  | DNF                          | DNF                | DNF                  | DNF             | 4         |
| 12                  | Maurice Trintignant   | 7^                  |     | 6                  | 5               | DNF                | DNF                          | DNF                | DNF                  | 5               | 4         |
| 13                  | Sam Hanks             |                     | 3^  |                    |                 |                    |                              |                    |                      |                 | 2         |
| 13                  | Duane Carter          |                     | 3^  |                    |                 |                    |                              |                    |                      |                 | 2         |
| 15                  | Oscar Galvez          | 5                   |     |                    |                 |                    |                              |                    |                      |                 | 2         |
| 15                  | Jack McGrath          |                     | 5   |                    |                 |                    |                              |                    |                      |                 | 2         |
| 15                  | Hermann Lang          |                     |     |                    |                 |                    |                              |                    | 5                    |                 | 2         |
| 18                  | Fred Agabashian       |                     | 4^  |                    |                 |                    |                              |                    |                      |                 | 1½        |
| 18                  | Paul Russo            |                     | 4^  |                    |                 |                    |                              |                    |                      |                 | 1½        |
| 20                  | Stirling Moss         |                     |     | 9                  |                 | DNF                |                              | 6                  |                      | 13              | 0         |
| 21                  | Jean Behra            | 6                   |     |                    | DNF             | 10                 | DNF                          | DNF                | DNF                  |                 | 0         |
| 22                  | Roberto Mieres        |                     |     | DNF                |                 | DNF                |                              |                    |                      | 6               | 0         |
| 23                  | Jimmy Daywalt         |                     | 6   |                    |                 |                    |                              |                    |                      |                 | 0         |
| 24                  | Harry Schell          | 7^                  |     | DNF                | 7               | DNF                | DNF                          | DNF                |                      | 9               | 0         |
| 25                  | Louis Rosier          |                     |     | 7                  | 8               | 8                  | 10                           | 10                 | DNF                  | 16              | 0         |
| 26                  | Ken Wharton           |                     |     | DNF                |                 | DNF                | 8                            |                    | 7                    | NC              | 0         |
| 27                  | Prince Bira           |                     |     |                    |                 | DNF                | 7                            | DNF                |                      | 11              | 0         |
| 28                  | Jacques Swaters       |                     |     |                    | DNS             |                    |                              | 7                  | DNF                  |                 | 0         |
| 29                  | Jim Rathmann          |                     | 7   |                    |                 |                    |                              |                    |                      |                 | 0         |
| 29                  | Sergio Mantovani      |                     |     |                    |                 |                    |                              |                    |                      | 7^              | 0         |
| 29                  | Luigi Musso           |                     |     |                    |                 |                    |                              |                    |                      | 7^              | 0         |
| 32                  | Peter Collins         |                     |     | 8                  | DNF             | 13                 | DNF                          |                    |                      |                 | 0         |
| 33                  | John Barber           | 8                   |     |                    |                 |                    |                              |                    |                      |                 | 0         |
| 33                  | Ernie McCoy           |                     | 8   |                    |                 |                    |                              |                    |                      |                 | 0         |
| 33                  | Max de Terra          |                     |     |                    |                 |                    |                              |                    | 8                    |                 | 0         |
| 33                  | Umberto Maglioli      |                     |     |                    |                 |                    |                              |                    |                      | 8               | 0         |
| 37                  | Alan Brown            | 9                   |     |                    |                 |                    | DNF                          | DNF                |                      | 12              | 0         |
| 38                  | Tony Bettenhausen     |                     | 9   |                    |                 |                    |                              |                    |                      |                 | 0         |
| 38                  | Fred Wacker           |                     |     | DNS                | 9               |                    |                              |                    | DNS                  |                 | 0         |
| 38                  | Peter Whitehead       |                     |     |                    |                 |                    | 9                            |                    |                      |                 | 0         |
| 38                  | Hans Herrmann         |                     |     |                    |                 |                    |                              | 9                  |                      |                 | 0         |
| 38                  | Albert Scherrer       |                     |     |                    |                 |                    |                              |                    | 9                    |                 | 0         |
| 43                  | Louis Chiron          |                     |     |                    |                 | 15                 | DNS                          |                    | DNS                  | 10              | 0         |
| 44                  | Paul Frère            |                     |     |                    | 10              |                    |                              |                    | DNF                  |                 | 0         |
| 45                  | Jimmy Davies          |                     | 10  |                    |                 |                    |                              |                    |                      |                 | 0         |
| 46                  | Duke Nalon            |                     | 11  |                    |                 |                    |                              |                    |                      |                 | 0         |
| 46                  | André Pilette         |                     |     |                    | 11              |                    |                              |                    |                      |                 | 0         |
| 46                  | Bob Gerard            |                     |     |                    |                 | 11                 |                              |                    |                      |                 | 0         |
| 46                  | Rodney Nuckey         |                     |     |                    |                 |                    |                              | 11                 |                      |                 | 0         |
| 50                  | Johnny Claes          |                     |     | NC                 | DNF^            | 12                 |                              | DNF                |                      | DNF             | 0         |
| 51                  | Carl Scarborough      |                     | 12  |                    |                 |                    |                              |                    |                      |                 | 0         |
| 51                  | Theo Helfrich         |                     |     |                    |                 |                    |                              | 12                 |                      |                 | 0         |
| 53                  | Kenneth McAlpine      |                     |     | DNF                |                 |                    | DNF                          | 13                 |                      | NC              | 0         |
| 54                  | Manny Ayulo           |                     | 13  |                    |                 |                    |                              |                    |                      |                 | 0         |
| 55                  | Yves Giraud Cabantous |                     |     |                    |                 | 14                 |                              |                    |                      | 15              | 0         |
| 56                  | Hans Stuck            |                     |     |                    |                 |                    |                              | DNF                |                      | 14              | 0         |
| 57                  | Jimmy Bryan           |                     | 14  |                    |                 |                    |                              |                    |                      |                 | 0         |
| 57                  | Rudolf Krause         |                     |     |                    |                 |                    |                              | 14                 |                      |                 | 0         |
| 59                  | Bill Holland          |                     | 15  |                    |                 |                    |                              |                    |                      |                 | 0         |
| 59                  | Ernst Klodwig         |                     |     |                    |                 |                    |                              | 15                 |                      |                 | 0         |
| 61                  | Rodger Ward           |                     | 16  |                    |                 |                    |                              |                    |                      |                 | 0         |
| 61                  | Wolfgang Seidel       |                     |     |                    |                 |                    |                              | 16                 |                      |                 | 0         |
| 63                  | Walt Faulkner         |                     | 17  |                    |                 |                    |                              |                    |                      |                 | 0         |
|                     | Jack Fairman          |                     |     |                    |                 |                    | DNF                          |                    |                      | NC              | 0         |
| Lance Macklin       |                       |                     | DNF | DNF                | DNF             | DNF                |                              | DNF                | DNF                  | 0               |           |
| Roy Salvadori       |                       |                     | DNF |                    | DNF             | DNF                | DNF                          |                    | DNF                  | 0               |           |
| Élie Bayol          |                       |                     |     |                    | DNF             |                    |                              | DNS                | DNF                  | 0               |           |
| Chico Landi         |                       |                     |     |                    |                 |                    |                              | DNF                | DNF                  | 0               |           |
| Robert Manzon       | DNF                   |                     |     |                    |                 |                    |                              |                    |                      | 0               |           |
| Carlos Menditeguy   | DNF                   |                     |     |                    |                 |                    |                              |                    |                      | 0               |           |
| Pablo Birger        | DNF                   |                     |     |                    |                 |                    |                              |                    |                      | 0               |           |
| Adolfo Schwelm-Cruz | DNF                   |                     |     |                    |                 |                    |                              |                    |                      | 0               |           |
| Marshall Teague     |                       | DNF                 |     |                    |                 |                    |                              |                    |                      | 0               |           |
| Spider Webb         |                       | DNF                 |     |                    |                 |                    |                              |                    |                      | 0               |           |
| Bob Sweikert        |                       | DNF                 |     |                    |                 |                    |                              |                    |                      | 0               |           |
| Mike Nazaruk        |                       | DNF                 |     |                    |                 |                    |                              |                    |                      | 0               |           |
| Pat Flaherty        |                       | DNF                 |     |                    |                 |                    |                              |                    |                      | 0               |           |
| Jerry Hoyt          |                       | DNF                 |     |                    |                 |                    |                              |                    |                      | 0               |           |
| Johnnie Parsons     |                       | DNF                 |     |                    |                 |                    |                              |                    |                      | 0               |           |
| Don Freeland        |                       | DNF                 |     |                    |                 |                    |                              |                    |                      | 0               |           |
| Gene Hartley        |                       | DNF                 |     |                    |                 |                    |                              |                    |                      | 0               |           |
| Chuck Stevenson     |                       | DNF                 |     |                    |                 |                    |                              |                    |                      | 0               |           |
| Cal Niday           |                       | DNF                 |     |                    |                 |                    |                              |                    |                      | 0               |           |
| Bob Scott           |                       | DNF                 |     |                    |                 |                    |                              |                    |                      | 0               |           |
| Andy Linden         |                       | DNF                 |     |                    |                 |                    |                              |                    |                      | 0               |           |
| Johnny Thomson      |                       | DNF                 |     |                    |                 |                    |                              |                    |                      | 0               |           |
| Georges Berger      |                       |                     |     | DNF                |                 |                    |                              |                    |                      | 0               |           |
| Arthur Legat        |                       |                     |     | DNF                |                 |                    |                              |                    |                      | 0               |           |
| Jimmy Stewart       |                       |                     |     |                    |                 | DNF                |                              |                    |                      | 0               |           |
| Tony Rolt           |                       |                     |     |                    |                 | DNF                |                              |                    |                      | 0               |           |
| Ian Stewart         |                       |                     |     |                    |                 | DNF                |                              |                    |                      | 0               |           |
| Duncan Hamilton     |                       |                     |     |                    |                 | DNF                |                              |                    |                      | 0               |           |
| Tony Crook          |                       |                     |     |                    |                 | DNF                |                              |                    |                      | 0               |           |
| Edgar Barth         |                       |                     |     |                    |                 |                    | DNF                          |                    |                      | 0               |           |
| Oswald Karch        |                       |                     |     |                    |                 |                    | DNF                          |                    |                      | 0               |           |
| Willi Heeks         |                       |                     |     |                    |                 |                    | DNF                          |                    |                      | 0               |           |
| Theo Fitzau         |                       |                     |     |                    |                 |                    | DNF                          |                    |                      | 0               |           |
| Kurt Adolff         |                       |                     |     |                    |                 |                    | DNF                          |                    |                      | 0               |           |
| Karl-Günther Bechem |                       |                     |     |                    |                 |                    | DNF                          |                    |                      | 0               |           |
| Ernst Loof          |                       |                     |     |                    |                 |                    | DNF                          |                    |                      | 0               |           |
| Erwin Bauer         |                       |                     |     |                    |                 |                    | DNF                          |                    |                      | 0               |           |
| Peter Hirt          |                       |                     |     |                    |                 |                    |                              | DNF                |                      | 0               |           |
| Piero Carini        |                       |                     |     |                    |                 |                    |                              |                    | DNF                  | 0               |           |
| John Fitch          |                       |                     |     |                    |                 |                    |                              |                    | DNF                  | 0               |           |
| Pos.                | Coureur               | ARG                 | 500 | NED                | BEL             | FRA                | GBR                          | DUI                | ZWI                  | ITA             | Punten    |

| Resultaat                       |
| ------------------------------- |
| Winnaar                         |
| Tweede plaats                   |
| Derde plaats                    |
| Gefinisht (punten behaald)      |
| Gefinisht (geen punten behaald) |
| Niet geklasseerd (NC)           |
| Uitgevallen (DNF)               |
| Niet gekwalificeerd (DNQ)       |
| Gediskwalificeerd (DSQ)         |
| Niet gestart (DNS)              |
| Gewond (INJ)                    |
| Uitgesloten (EX)                |
| Teruggetrokken (WD)             |
| Niet deelgenomen (blanco cel)   |
| P Pole position                 |
| S Snelste ronde                 |

- * Punten van de snelste ronde gedeeld onder verschillende rijders
- ^ Positie gedeeld door meerdere rijders van dezelfde wagen

1950 · 1951 · 1952 · 1953 · 1954 · 1955 · 1956 · 1957 · 1958 · 1959 · 1960 · 1961 · 1962 · 1963 · 1964 · 1965 · 1966 · 1967 · 1968 · 1969 · 1970 · 1971 · 1972 · 1973 · 1974 · 1975 · 1976 · 1977 · 1978 · 1979 · 1980 · 1981 · 1982 · 1983 · 1984 · 1985 · 1986 · 1987 · 1988 · 1989 · 1990 · 1991 · 1992 · 1993 · 1994 · 1995 · 1996 · 1997 · 1998 · 1999 · 2000 · 2001 · 2002 · 2003 · 2004 · 2005 · 2006 · 2007 · 2008 · 2009 · 2010 · 2011 · 2012 · 2013 · 2014 · 2015 · 2016 · 2017 · 2018 · 2019 · 2020 · 2021 · 2022 · 2023 · 2024 · 2025 · 2026 
 Lijst van Formule 1 Grand Prix-wedstrijden